# ニットウチドリ
ニットウチドリ（欧字名:Nitto Chidori、1970年4月24日 - 1990年5月6日）は日本の競走馬、繁殖牝馬。
1973年に桜花賞とビクトリアカップを制し、牝馬二冠を達成。4歳牝馬ながら有馬記念で2着と健闘し、優駿賞最優秀4歳牝馬に選ばれた。主戦騎手は横山富雄。

## 生涯

### デビューまで
北海道浦河町の日東牧場オーナーの鎌田三郎は、第二次世界大戦以後の馬産を先導し、日本軽種馬協会副会長など要職を歴任した。特に日高軽種馬農業協同組合長在任中には、ヨーロッパに赴き、15頭の種牡馬を日本に輸入した。その中でも種牡馬のダラノーア、ラッシー、繁殖牝馬のノースヴィクスンも日本に導入した。
ノースヴィクスンに鎌田自身が導入したラッシーを配合し産まれた牝馬は、テルギクと命名され競走馬として6戦3勝の成績を残して引退し、繁殖牝馬となった。繁殖生活4年目の1969年には、これも鎌田が導入したダラノーアが配合され、1970年4月24日、日東牧場にて鹿毛の牝馬（後のニットウチドリ）が誕生した。配合は、すべて鎌田自身で考えたものであった。ダラノーアと母のテルギクがどちらも短距離で活躍したため、産まれた牝馬も短距離での活躍が期待された。健康で丈夫かつ、牝馬にしては骨量の豊富な馬であり、追い運動でも良い動きを見せていたが、馬主や調教師の目に留まることはなかった。
鎌田は、4,5勝する能力があるとしたことから、自身で所有することとなり、競走馬引退後は、牧場に戻り繁殖牝馬にすることを目論んでいた。3歳5月、鎌田の親戚である吉田重雄が牧場長を務める早来町の吉田牧場に移動し、重雄の弟で元々騎手だった吉田晴雄が騎乗して育成が施された。6月下旬には札幌競馬場に入厩した。

### 競走馬時代
札幌競馬場ではデビューすることなく、東京競馬場の八木沢勝美厩舎に入厩した。1972年9月30日、中山競馬場の新馬戦でデビューするも逃げ切れず、4着。2戦目も逃げたが、ホワイトフォンテンに敗れて2着に敗れた。11月4日、東京競馬場の未勝利戦では、逃げてレコードタイムで駆け抜け、大差で初勝利となった。続いて、条件戦のさざんか賞を逃げ切り2連勝、中山競馬場の3歳牝馬ステークスではナスノチグサに差し切られて2着に敗れ、3歳を終えた。
4歳となった1973年、1月4日の新春4歳牝馬ステークスでは2番手から進んで、追い上げるナスノメロディーをクビ差で退けて3勝目。続いて2月25日のクイーンカップでは3着、1着からクビとアタマ差の敗戦であった。八木沢は、無敗で5戦5勝であり桜花賞大本命と思われていたキシュウローレルには勝てないと判断し、桜花賞出走を諦めようとしていた。しかし、鎌田は1968年にニットウヤヨイで2着に敗れた経験と、平坦な阪神競馬場の直線コースの適性を主張して、桜花賞への出走が決定した。
桜花賞に向けて、3月8日に関西に移動し、3月18日にトライアル競走の阪神4歳牝馬特別に出走。梅内忍が騎乗するキシュウローレルは単勝支持率74パーセントと人気が集中し梅内は、ニットウチドリ騎乗の横山富雄に対し「何しにきたの」と冗談なく話しかける余裕を見せていた。一方、ニットウチドリは単勝3番人気に推された。キシュウローレルはこれまですべて逃げで勝利しており、先頭を譲ったことはなかった。しかし、福永洋一騎乗のハニーオックスに初めてハナを譲り、2番手にニットウチドリ、3番手にキシュウローレルであった。キシュウローレルが第4コーナーで先頭に立ち、一方ニットウチドリは4番手から直線コースに進入した。残り400メートルにて2頭での一騎打ちとなり、一時ニットウチドリが半馬身抜きん出たが、キシュウローレルが追い上げ並んだまま決勝戦を通過した。レコードタイムでの決着となり、ニットウチドリがクビ差先着し優勝。キシュウローレルが初めて敗戦した。

4月8日の桜花賞は、1番人気に推されて出走、2番人気にはキシュウローレルが続いた。ニットウチドリは3枠6番からの発走となり、ゲートでは他よりも一歩早く抜け出した。7枠14番のキシュウローレルは外から追い上げて、2頭が速いペースを作り出した。やがて、キシュウローレルが先頭に代わり、その直後にニットウチドリが位置、他がついて行けず、そのために2頭のマッチレースとなった。第4コーナーでニットウチドリが追い上げて、2頭並んで直線コースに進入した。まもなくニットウチドリが先頭に立ち、キシュウローレルが失速、ニットウチドリが3馬身離して勝利した。鎌田にとって関係馬の桜花賞優勝は、1950年のトサミツル以来23年振りであった。横山は、こう振り返っている。
二冠目の優駿牝馬（オークス）に向けて、4歳牝馬特別を前哨戦に使い1番人気に推された。しかし、稲葉幸夫厩舎の2頭レデースポートとナスノチグサに敗れ3着に敗れた。5月20日の優駿牝馬では、血統背景から距離が持たないだろうという見方もある中、第3コーナーから先頭に立って粘りこんだ。直線ではナスノチグサにかわされ3馬身半差がついたが、2着を確保した。
日東牧場で夏休みに入り、前哨戦の京都牝馬特別で8着となった後、11月18日のビクトリアカップに出走した。稲葉厩舎の2頭が上位人気を占め、3番人気の支持であった。発走から2番手を進み、最終コーナーで逃げ馬を捕らえて先頭に立ち、追い上げるナスノチグサを2馬身半離して優勝、牝馬二冠を果たした。
続いて、推薦を受けて有馬記念に出走。11頭立て唯一の牝馬として参戦し、負担重量52キログラムで出走した。皐月賞優勝馬ハイセイコーや天皇賞優勝馬のタニノチカラ、ベルワイドが上位人気を支持される中、ニットウチドリは7番人気に推された。ニットウチドリがハナを奪って逃げ、スローペースを演出した。人気薄のニットウチドリを軽視した後続の人気馬はそれぞれで牽制し合い、追い上げてくることはなかった。単独先頭のまま直線に進入、後方からはストロングエイトだけが迫り来て、人気馬は追い上げてくることはなかった。逃げ粘るニットウチドリにストロングエイトが並んだところで決勝線を通過した。写真判定の結果、ストロングエイトがクビ差先着が認められ、2着となった。条件馬のストロングエイト、牝馬のニットウチドリという低評価同士の決着により、単勝式ストロングエイトは4200円、連勝複式は13300円の配当で、グランプリ史上初めてとなる万馬券を記録した。この2着による賞金を加算し、ニットウチドリの収得賞金は1億768万100円となり、4歳牝馬にして史上初めてとなる賞金獲得1億円到達を果たした。年末には、優駿賞最優秀4歳牝馬を獲得した。
それから5歳、古馬となり、7戦に出走したものの、すべて下位敗退。秋のスプリンターズステークス、牝馬東京タイムズ杯では先行すらすることできず敗退した。牝馬東京タイムズ杯後に鎌田の要望により、競走馬を引退した。

### 繁殖牝馬時代
1974年11月26日から、生まれ故郷の日東牧場で繁殖牝馬となった。1976年から1990年までに11頭の産駒を残し、中でも初年度のエスパル（父:シンザン）は6勝、七夕賞では2着、エリザベス女王杯では4着となった。
1990年は、5月1日に、11番仔となる牝馬ニットウサザンカ（父:ビゼンニシキ）を出産。しかし、その後産後の肥立ちが悪く、5日後の5月6日に21歳で死亡した。

## 競走成績
以下の内容は、netkeiba.com、JBISサーチの情報に基づく。
| 競走日     | 競馬場 | 競走名             | 格  | 距離 （馬場） | 頭 数 | 枠 番 | 馬 番 | オッズ （人気） | 着順 | タイム | 騎手      | 斤量 [kg] | 1着馬（2着馬）     |
| ---------- | ------ | ------------------ | --- | ------------- | ----- | ----- | ----- | --------------- | ---- | ------ | --------- | --------- | ------------------ |
| 1972.09.30 | 中山   | 3歳新馬            |     | 芝1000m（稍） | 14    | 7     | 12    | 014.4（5人）    | 04着 | 0-59.7 | 0横山富雄 | 52        | サンポウ           |
| 0000.10.15 | 中山   | 3歳新馬            |     | 芝1000m（良） | 10    | 7     | 8     | 003.0（1人）    | 02着 | 0-59.2 | 0横山富雄 | 52        | ホワイトフォンテン |
| 0000.11.04 | 東京   | 3歳未勝利          |     | 芝1200m（稍） | 9     | 1     | 1     | 001.3（1人）    | 01着 | 1:11.0 | 0横山富雄 | 52        | (オキノバンダ)     |
| 0000.11.18 | 東京   | さざんか賞         | 2下 | 芝1400m（良） | 8     | 1     | 1     | 002.3（1人）    | 01着 | 1:25.2 | 0横山富雄 | 52        | (キングドウカン)   |
| 0000.12.17 | 中山   | 3歳牝馬S           |     | 芝1600m（良） | 7     | 2     | 2     | 005.1（2人）    | 02着 | 1:38.7 | 0横山富雄 | 53        | ナスノチグサ       |
| 1973.01.04 | 東京   | 新春4歳牝馬S       |     | 芝1600m（稍） | 6     | 2     | 2     | 002.3（1人）    | 01着 | 1:37.7 | 0横山富雄 | 52        | (ナスノメロディ)   |
| 0000.02.25 | 中山   | クイーンカップ     |     | 芝1600m（良） | 13    | 4     | 5     | 007.6（2人）    | 03着 | 1:38.9 | 0横山富雄 | 53        | キクノツバメ       |
| 0000.03.18 | 阪神   | 阪神4歳牝馬特別    |     | 芝1400m（良） | 11    | 5     | 5     | 017.9（3人）    | 01着 | 1:22.8 | 0横山富雄 | 54        | (キシュウローレル) |
| 0000.04.08 | 阪神   | 桜花賞             |     | 芝1600m（良） | 18    | 3     | 6     | 003.0（1人）    | 01着 | 1:35.4 | 0横山富雄 | 55        | (キシュウローレル) |
| 0000.04.29 | 東京   | 4歳牝馬特別（東）  |     | 芝1800m（良） | 17    | 4     | 7     | 002.0（1人）    | 03着 | 1:49.9 | 0横山富雄 | 54        | レデースポート     |
| 0000.05.20 | 東京   | 優駿牝馬           |     | 芝2400m（良） | 22    | 4     | 10    | 006.9（3人）    | 02着 | 2:29.5 | 0横山富雄 | 55        | ナスノチグサ       |
| 0000.10.28 | 京都   | 京都牝馬特別       |     | 芝1600m（不） | 13    | 7     | 11    | 015.0（7人）    | 08着 | 1:41.2 | 0横山富雄 | 56        | レデースポート     |
| 0000.11.18 | 京都   | ビクトリアカップ   |     | 芝2400m（良） | 10    | 4     | 4     | 006.4（3人）    | 01着 | 2:29.0 | 0横山富雄 | 55        | (ナスノチグサ)     |
| 0000.12.16 | 中山   | 有馬記念           |     | 芝2500m（良） | 11    | 2     | 2     | 027.2（7人）    | 02着 | 2:36.5 | 0横山富雄 | 52        | ストロングエイト   |
| 1974.01.20 | 東京   | AJCC               |     | 芝2400m（良） | 10    | 6     | 6     | 021.7（7人）    | 10着 | 2:30.2 | 0横山富雄 | 55        | タケホープ         |
| 0000.02.24 | 中山   | 5歳上オープン      |     | 芝1600m（稍） | 10    | 8     | 10    | 009.7（4人）    | 08着 | 1:38.9 | 0山田展裕 | 55        | サンポウ           |
| 0000.05.19 | 東京   | 4歳上オープン      |     | 芝1800m（良） | 15    | 8     | 14    | 032.4（9人）    | 14着 | 1:50.6 | 0栗原洋一 | 55        | イチフジイサミ     |
| 0000.06.09 | 東京   | 安田記念           |     | 芝1600m（良） | 17    | 3     | 6     | 009.4（3人）    | 10着 | 1:36.5 | 0横山富雄 | 53        | キョウエイグリーン |
| 0000.07.14 | 札幌   | 札幌記念           |     | ダ2000m（良） | 9     | 5     | 5     | 009.9（3人）    | 09着 | 2:08.0 | 0横山富雄 | 53        | エリモマーチス     |
| 0000.10.06 | 中山   | スプリンターズS    |     | 芝1200m（良） | 11    | 6     | 6     | 017.9（7人）    | 07着 | 1:09.0 | 0横山富雄 | 55        | サクライワイ       |
| 0000.10.27 | 中山   | 牝馬東京タイムズ杯 |     | 芝1600m（不） | 8     | 3     | 3     | 014.2（6人）    | 08着 | 1:41.3 | 0横山富雄 | 59        | カミノチドリ       |

- 表中の太字強調は、八大競走を指す。

## 繁殖成績
|        | 馬名             | 誕生年 | 性 | 毛色   | 父                     | 戦績    | 主な記録                                  | 供用     | 出典   |
| ------ | ---------------- | ------ | -- | ------ | ---------------------- | ------- | ----------------------------------------- | -------- | ------ |
| 初仔   | エスパル         | 1976年 | 牝 | 鹿毛   | シンザン               | 22戦6勝 | 1981年七夕賞2着 1979年エリザベス女王杯4着 | 繁殖牝馬 | [ 9 ]  |
| 2番仔  | トウコウアドロ   | 1977年 | 牝 | 鹿毛   | ボールドリック         | 1戦1勝  |                                           | 繁殖牝馬 | [ 13 ] |
| 3番仔  | ニットウハナコ   | 1978年 | 牝 | 鹿毛   | ボールドリック         | 1戦0勝  |                                           | 繁殖牝馬 | [ 14 ] |
| 4番仔  | リズミック       | 1979年 | 牝 | 鹿毛   | ボールドリック         | 5戦0勝  |                                           | 繁殖牝馬 | [ 15 ] |
|        | 産駒なし         | 1980年 |    |        | テスコボーイ           |         |                                           |          | [ 16 ] |
| 5番仔  | スピーリア       | 1981年 | 牝 | 黒鹿毛 | スティールハート       | 17戦1勝 |                                           | 繁殖牝馬 | [ 17 ] |
|        | 産駒なし         | 1982年 |    |        | スティールハート       |         |                                           |          | [ 16 ] |
| 6番仔  | キクザン         | 1983年 | 牝 | 鹿毛   | シンザン               | 1戦0勝  |                                           | 繁殖牝馬 | [ 18 ] |
| 7番仔  | ニットウシャープ | 1984年 | 牡 | 鹿毛   | キタノカチドキ         | 8戦2勝  |                                           |          | [ 19 ] |
| 8番仔  | ワイルドウインド | 1985年 | 牝 | 鹿毛   | ブレイヴェストローマン | 7戦0勝  |                                           | 繁殖牝馬 | [ 20 ] |
| 9番仔  | 血統登録のみ     | 1986年 | 牡 | 鹿毛   | ノノアルコ             | 不出走  |                                           |          | [ 21 ] |
|        | 産駒なし         | 1987年 |    |        | ブレイヴェストローマン |         |                                           |          | [ 16 ] |
| 10番仔 | テンジンオリバー | 1988年 | 牡 | 鹿毛   | ブレイヴェストローマン | 8戦0勝  |                                           |          | [ 22 ] |
|        | 産駒なし         | 1989年 |    |        | ベルマン               |         |                                           |          | [ 16 ] |
| 11番仔 | ニットウサザンカ | 1990年 | 牝 | 鹿毛   | ビゼンニシキ           | 6戦0勝  |                                           | 繁殖牝馬 | [ 10 ] |

## 血統表
| ニットウチドリの血統                          | ニットウチドリの血統 | ニットウチドリの血統 | （血統表の出典） | （血統表の出典） |
| 父系                                          | テディ系 | テディ系 | テディ系 |                  |
| 父 *ダラノーア Darannour 1960 黒鹿毛 フランス | 父の父Sunny Boy 1944 鹿毛 フランス | Jock | Asterus | Asterus          |
| 父 *ダラノーア Darannour 1960 黒鹿毛 フランス | 父の父Sunny Boy 1944 鹿毛 フランス | Jock | Naic |                  |
| 父 *ダラノーア Darannour 1960 黒鹿毛 フランス | 父の父Sunny Boy 1944 鹿毛 フランス | Fille de Soleil | Solario | Solario          |
| 父 *ダラノーア Darannour 1960 黒鹿毛 フランス | 父の父Sunny Boy 1944 鹿毛 フランス | Fille de Soleil | Fille de Salut |                  |
| 父 *ダラノーア Darannour 1960 黒鹿毛 フランス | 父の母Danira 1953 黒鹿毛 アイルランド | Dante | Nearco | Nearco           |
| 父 *ダラノーア Darannour 1960 黒鹿毛 フランス | 父の母Danira 1953 黒鹿毛 アイルランド | Dante | Rosy Legend |                  |
| 父 *ダラノーア Darannour 1960 黒鹿毛 フランス | 父の母Danira 1953 黒鹿毛 アイルランド | Mah Iran | Bahram | Bahram           |
| 父 *ダラノーア Darannour 1960 黒鹿毛 フランス | 父の母Danira 1953 黒鹿毛 アイルランド | Mah Iran | Mah Mahal |                  |
| 母 テルギク 1963 芦毛 日本                    | 母の父*ラッシー Lassy 1956 芦毛 アイルランド | Palestine | Fair Trial | Fair Trial       |
| 母 テルギク 1963 芦毛 日本                    | 母の父*ラッシー Lassy 1956 芦毛 アイルランド | Palestine | Una |                  |
| 母 テルギク 1963 芦毛 日本                    | 母の父*ラッシー Lassy 1956 芦毛 アイルランド | Clovelly | Mahmoud | Mahmoud          |
| 母 テルギク 1963 芦毛 日本                    | 母の父*ラッシー Lassy 1956 芦毛 アイルランド | Clovelly | Udaipur |                  |
| 母 テルギク 1963 芦毛 日本                    | 母の母*ノースヴイクスン North Vixen 1954 栗毛 イギリス | Borealis | Brumeux | Brumeux          |
| 母 テルギク 1963 芦毛 日本                    | 母の母*ノースヴイクスン North Vixen 1954 栗毛 イギリス | Borealis | Aurora |                  |
| 母 テルギク 1963 芦毛 日本                    | 母の母*ノースヴイクスン North Vixen 1954 栗毛 イギリス | Bronze Vixen | Donatello | Donatello        |
| 母 テルギク 1963 芦毛 日本                    | 母の母*ノースヴイクスン North Vixen 1954 栗毛 イギリス | Bronze Vixen | Silver Fox |                  |
| 5代内の近親交配                               | Mah Mahal 4×5=9.38%、Teddy 5×5=6.25%、Blandford 5×5=6.25%、Pharos・Fairway 5×5=6.25%、Gainsborough 5*5×5=9.38% (父内) 、Friar's Daughter 5×5=6.25% (父内) 、Blenheim 5×5=6.25% (母内) 、Uganda 5*5=6.25% (母内) | Mah Mahal 4×5=9.38%、Teddy 5×5=6.25%、Blandford 5×5=6.25%、Pharos・Fairway 5×5=6.25%、Gainsborough 5*5×5=9.38% (父内) 、Friar's Daughter 5×5=6.25% (父内) 、Blenheim 5×5=6.25% (母内) 、Uganda 5*5=6.25% (母内) | Mah Mahal 4×5=9.38%、Teddy 5×5=6.25%、Blandford 5×5=6.25%、Pharos・Fairway 5×5=6.25%、Gainsborough 5*5×5=9.38% (父内) 、Friar's Daughter 5×5=6.25% (父内) 、Blenheim 5×5=6.25% (母内) 、Uganda 5*5=6.25% (母内) |                  |
| 出典                                          | 1. | 1. | 1. | 1.               |

妹の孫にユキノサンライズ（中山記念、中山牝馬ステークス、フラワーカップ）がいる。